# 노란 얼굴
《노란 얼굴》(The Adventure of the Yellow Face)은 영국 작가인 아서 코넌 도일의 56개 셜록 홈즈의 단편 소설중 하나이며, 단편집 《셜록 홈즈의 회상록》의 세 번째 작품이다. 이 작품은 1893년 시드시 파젯(Sidney Paget)의 삽화로 스트랜드 잡지(Strand Magazine)에 처음으로 발표되었다.

## 줄거리

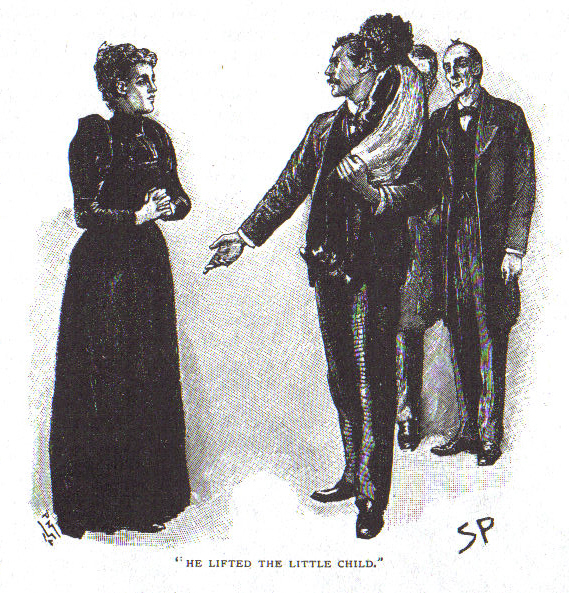
"그는 아이를 번쩍 들어올렸다."

1888년 이른 봄 사건이 없어 따분해하던 셜록 홈즈가 왓슨과 함께 산책 간 사이 방문자가 다녀갔는데 그는 담배 파이프를 놓고 갔다. 그 파이프를 보고 놓고 간 것을 보고 홈즈는 방문자의 마음이 혼란스럽다는 것을 추리해낸다. 그리고 그 방문자는 파이프를 매우 아낀다는 점(파이프가 부서졌을 때 새로 사는 대신 수선했기 때문에), 그는 근육질이고 왼손잡이이며, 치아가 튼튼하고 조심성이 없고 부자라는 점도 추리해낸다.
이러한 추리는 이야기와 밀접한 관련성은 없다. 그것은 단순한 홈즈의 논리적 훈련이었다. 방문자인 그랜트 먼로 씨가 다시 찾아왔을 때, 홈즈와 왓슨은 먼로 부인의 사기에 대한 이야기를 듣는다. 그녀는 전에 미국에서 결혼한 적이 있지만 그녀의 전 남편과 아이는 황열병으로 죽었다고 했다. 그 때문에 그녀는 영국으로 돌아와 먼로를 만나 결혼했다. 그들의 결혼생활은 더없이 행복했다. ”우리 사이에는 비밀이 없었습니다. 생각이나 말이나 행동에서나.” 그랜트 먼로가 말했다. 그러나 얼마전 그녀가 100 파운드 달라고 요구하고 이유를 묻지 말하고 했을 때부터 조금씩 틀어지기 시작했다. 2달 후, 에피 먼로가 노베리에 있는 먼로의 이웃 오두막집 사람과 비밀리에 만나는 것을 먼로에게 들켰다.
그랜드 먼로는 그 오두막집에서 노란 얼굴을 한 사람을 본 적이 있었다. 질투에 눈이 멀어 그는 오두막집으로 쳐들어갔지만 집은 텅 비어 있었다. 그러나 그가 노란 얼굴은 본 그 방은 매우 안락하고
잘 꾸며져 있었으며, 벽난로 위에는 그의 부인의 사진이 걸려있었다.
홈즈는 오두막에 다시 사람이 나타나면 전보를 치라고 알려주고 먼로를 집으로 돌려보내고 그 노란 얼굴은 에피의 전 남편이 확실하다고 왓슨에게 말했다. 홈즈는 전 남편이 그녀를 협박하게 위해 미국을 떠나 영국으로 왔다고 가정했다.
먼로가 홈즈와 왓슨을 부른 후, 세 사람은 에피 먼로의 간청을 무시하고 그 오두막으로 들어갔다. 그들은 그 의문의 노란 얼굴을 찾았고, 그 노란 얼굴은 가면이었다. 홈즈가 그 가면을 벗기자 흑인 여자애가 나타났다. 에피 먼로의 남편(흑인인 존 헤브론)은 미국에서 죽었지만 그들의 딸인 루시는 죽지 않았다. 그녀가 흑인 아이가 있다는 걸 알고 그랜드 먼로가 그녀를 피할 것을 두려워한 에피 먼로는 루시 얘기를 하지 않았다. 그녀의 딸을 다시 보고 싶어서, 에피 먼로는 100 파운드 써 루시와 가정부를 영국으로 데려와서 먼로의 집 근처의 오두막에 살게 한 것이다.
왓슨과 홈즈 두 사람은 먼로의 대답에 감동했다. 왓슨이 표현하길
| “ | 먼로가 대답했을 때 그것은 흐믓한 것이었다. 그는 아이를 번쩍 안아 입맞춤을 하고, 한 손으로는 아이를 안고 다른 손은 아내를 향해 내밀며 문쪽으로 돌아섰다. | ” |

홈즈는 나에게 말했다.
| “ | 왓슨, 내가 앞으로 자만에 빠졌거나 사건 수사에 최선을 다하지 않는다고 생각되면 내 귀에 '노베리'라고 말해주게. 그러면 매우 감사하겠네. | ” |